# Atopobium
Atopobium Collins and Wallbanks, 1993 è un genere di batteri appartenente agli Actinobacteria, della famiglia dei Coriobacteriaceae.
Le specie di Atopobium sono batteri anaerobici facoltativi, cocchi Gram-positivi di forma ellittica o a bastoncello che si trovano come elementi singoli o in coppia o in corte catene.
Atopobium vaginae è stato scoperto da Rodriguez 
nel 1999 ed è un comunemente presente nella vagina della donna con vaginosi batterica.
Questo è un batterio anaerobo facoltativo, Gram-positivo che non si riesce ad isolare con la microbiologia classica ; è presente in corso di vaginosi batterica secondo Burton nel 50% dei casi
; secondo Ferris  è presente fino al 70 % in corso di vaginosi batterica.

## Specie
Il Genere Atopobium è costituito dalle seguenti specie:
- Atopobium fossor [8][9]

- Atopobium minutum [10][11][12][13][14]
- Atopobium parvulum [15]

isolato nel cavo orale, è causa di alitosi e periodontiti 
- Atopobium rimae [20]

isolato in un caso di batteriemia da cirrosi epatica  e in periodontiti del cavo orale
- Atopobium vaginae [22]

isolato nella vagina e nel tratto urinario dell'uomo

## Batteriologia
Il genere Atopobium fu proposto per la prima volta nel 1992. 
L'Atopobium vaginae è stato isolato dalla flora vaginale di persone sane e non. Esso è un batterio anaerobo facoltativo, Gram-positivo a forma di cocco ellittico o bastoncello, che forma piccole colonie su agar sangue a 37 °C, misura approssimativamente 0,6-0.9 mcm; positivo alla fosfatasi acida ed è indolo-negativo. Non produce acido dal metabolismo del mannosio e del raffinosio ed ha una debole attività per gli enzimi:
- fenilalanina arilamidasi
- a-arabinoside,
- cistina arilamidasi,
- chimotripsina,
- lipasi-esterasica C8,
- esterasi C4,
- alfa-fucosidasi,
- alfa-galactosidasi,* beta-galattosidasi,
- beta-galattosidasi 6-fosfato,
- acido glutamico decarbossilasi,
- acido glutamilglutamico,
- acido arilamidasi,
- beta-glucuronidasi,
- alfa-mannosidasi,
- beta-N-acetilglucosaminidasi,
- lipasi C 14,
- acido piroglutamico arilamidasi,
- tirosina arilamidase

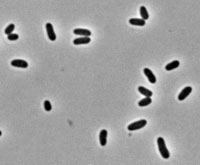
Un corinebacterio morfologicamente simile all'Atopobium

gli enzimi tripsina o l'ureasi non sono rintracciati. Non è in grado di ridurre il nitrato e di idrolizzare la legatina e l'esculina  .
Il ceppo tipo (usato per le ricerche microbiologiche) è il CCUG 38953T .
L'Atopobium vaginae rispetto al genere Atopobium ha approssimativamente un range di divergenza dell'16s rRNA del 3-8% ; divergenza genetica che ha permesso di riconoscerlo come una nuova specie .

### Biochimica differenziale del genere Atopobium
Secondo Rodriguez, in base all'attività enzimatica, possono essere distinte le seguente specie di Atopobium:
Diversità enzimatiche comparate tra le varie specie di Atopobium
| Enzima                        | A. vaginae | A. minutum | A. parvulum | A. rimae |
| ----------------------------- | ---------- | ---------- | ----------- | -------- |
| Fosfatasi acida               | +          | -          | +           | +        |
| Alanina arilamidasi           | -          | -          | +           | -        |
| Arginina diidrolasi           | +          | +          | -           | -        |
| Arginina arilamidasi          | +          | +          | +           | -        |
| Istidina arilamidasi          | +          | -          | -           | -        |
| beta-Galactosidasi            | -          | -          | +           | -        |
| Leucina arilamidasi           | +          | -          | +           | -        |
| Prolina arilamidasi           | +          | +          | -           | -        |
| Ac. piroglutamico arilamidasi | -          | v          | +           | +        |
| Glicina arilamidasi           | +          | -          | +           | -        |
| Serina arilamidasi            | +          | -          | -           | -        |
| Tirosina arilamidasi          | -          | -          | +           | -        |

| Legenda                                    |
| ------------------------------------------ |
| +, l'espressione dell'enzima è costitutiva |
| -, l'enzima è assente e non inducibile     |
| v, l'espressione dell'enzima è variabile   |

## Storia
Il genere Atopobium fu proposto per la prima volta nel 1992 , a questo genere appartenevano batteri isolati, precedentemente classificati come Lactobacillus minitus, L. Rimae e Streptococcus parvulus.
Il primo isolamento dell'Atopobium vaginae da materiale vaginale si deve a Rodriguez e coll. dell'Department of Microbiology, BBSRC Institute of Food Research, Reading, UK. nel 1999, che grazie a tecniche di sequenziamento del RNA-ribosomiale 16S, individuarono per primi una nuova specie appartenente al genere Atopobium .
L'aspetto di questo batterio alla colorazione di Gram è quello di un piccolo cocco Gram-positivo anaerobo facoltativo. I membri del genere sono noti per produrre grandi quantità di acido lattico per questo motivo alcune specie appartenenti al genere Atopobium sono stati inizialmente identificati come Lactobacillus sp. Fu, infatti, nel corso di uno studio di lattobacilli vaginali che l'A. vaginae fu identificato (Rodriguez 1999).

## Epidemiologia
Studi condotti su donne adulte con normale flora vaginale hanno riportato che la prevalenza dell'A. vaginae determinata con la PCR oscilla tra l'8% e il 20% in donne asintomatiche; mentre le donne che hanno una vaginosi batterica in atto le percentuali di ritrovamento sono comprese tra il 54% e il 78%

.

## Clinica
Collins e Wallbanks nel 1992 hanno proposto di rinominare la specie Lactobacillus minutus, Lactobacillus Rimaee, Streptococcus parvulus e Atopobium Rimae. L'Atopobium parvulum e Atopobium minutum sono stati isolati nell'uomo nelle tasche gengivali e in varie infezioni umane (ad esempio, in odontoiatria o in ascessi pelvici o ferite addominali), Ma il significato clinico delle specie di Atopobium spp non è stato chiaramente definito fino ad oggi. Ciò potrebbe essere dovuto al fatto che questi batteri non sono ancora inclusi nei sistemi di indagine batterica disponibili in commercio e, pertanto, sono suscettibili di essere erroneamente identificati come Lactobacillus o Streptococco specie in base alle caratteristiche morfologiche delle loro colonie.
L'Atopobium vaginae è del genere Atopobium la specie più studiata isolata per la prima volta nel 1999, un aspetto rilevante di questo batterio e che esso difficilmente si rileva in materiale vaginale di donne sane per vaginosi batterica, mentre è presente nel 50% o più nelle secrezioni vaginali di donne con vaginosi batterica 
.
Inoltre, il batterio presenta una costante resistenza batterica all'antibiotico metronidazolo che è l'antibiotico più usato in caso di vaginosi batterica.
Nel 2003 l'Atopobium vaginae per la prima volta è stato messo in relazione con un caso patologico: un ascesso tubovarico seguito ad un prelievo di oocita per via trans-transvaginale .
Nel lavoro di Burton  del 2004 l'A. vaginae è stato isolato in donne in post menopausa, in assenza di alcuna sintomatologia, nel 44% dei prelievi vaginali effettuati.
L'Atopobium vaginae sembra essere un normale saprofita della flora batterica della vagina sana (presumibilmente con una carica batterica bassa) ma può diventare predominante per un rapido accrescimento quando si verificano le condizioni per una diminuzione della normale flora lattobacillare; ed è rilevante la compresenza di questo batterio con il più noto Gardnerella vaginalis in corso di vaginosi batterica sintomatica .
La presenza dell'Atopobium nelle feci umane è variabile; i vari ceppi noti della specie incrementano nel lattante quando questi sono alimentati con il latte artificiale. Inoltre, con l'età incrementano anche nelle nell'adulto .
Questo indica che il canale rettale è una causa importante di possibile infezione/contaminazione della vagina della donna. Specie se si sottopone a pratiche sessuali estreme o ad una cattiva igiene dei genitali esterni.
Interessante il fatto che l'aumento della quota di vegetali assunti con la normale dieta è in grado di modificare la composizione delle microflora intestinale con un aumento anche degli Atopobium spp 

Provando che questo batterio è un possibile inquinate della vagina; la sua variabilità nella composizione della flora fecale, comporta una notevole variabilità tra donna e donna.
La presenza di un biofilm sulle pareti della vagina dove sono presenti dia la G. vaginalis e che l'A. vaginae può spiegare la difficoltà ad eradicare i due batteri spesso causa di ricorrenti infezioni vaginali 

Un interessante studio del 2006 esamina la flora vaginale di donne che non hanno avuto rapporti sessuali con penetrazione (vergini), rilevando una maggiore presenza di Gardenerella vaginalis rispetto l'Atopobium vagniae in queste donne, fermo restando che la maggior presenza veniva rilevato in donne che pur vergini avevano avuto rapporti sessuali orali e con le mani. Ciò mostra che la contaminazione vaginale è maggiore per la G.vaginalis; provando comunque che la contaminazione con questi 2 germi può avvenire indipendentemente dalla rapporto sessuale completo 
.
Il dato è confermato anche da Ferris 2004 che sostiene come l'A. vaginae sia raro nella donna senza vaginosi batterica 
.
Le specie di Atopobium sfruttano prevalentemente substrati proteici piuttosto che zuccherini, questo può spiegare perché sono facilmente rintracciati gli A. vaginae nella vagina della donna in postmenopausa, essendo questa, per la carena ormonale, povera in glicogeno; oppure nel cavo orale .
Infatti le donne in menopausa sottoposte a terapia ormonale sostitutiva HRT, presentano una maggiore componente lattobacillare nella vagina con un minoro rischio di vaginosi .

### Formazione di biofilm
La presenza di un biofilm sulle pareti della vagina dove sono presenti dia la G. vaginalis e che l'A. vaginae può spiegare la difficoltà ad eradicare i due batteri spesso causa di ricorrenti infezioni vaginali 
.
Uno studio mostra come il biofilm batterico sia causa di un aumento delle infezioni vulvovaginali da impianto di IUD conseguenti alla formazione di un biofilm sulla superficie dello stesso.

### Sensibilità agli antibiotici
L'Atopobium vaginae, è un batterio difficile da isolare in coltura, e come detto si mostra assolutamente resistente al metronidazolo (vedi bibl. indicata). Questo insieme al fatto che il batterio crea un biofilm, nel quale Gardnerella vaginalis e Atopobium vaginae sono associati, complicando la risposta alla terapia antibiotica .

#### Clindamicina
Un dato pubblicato  indica che a resistenza agli antibiotici che agiscono bloccando la sintesi proteica, è un fenomeno in crescita; infatti, il principale meccanismo di resistenza comporta un'alterazione del sito di legame dell'antibiotico mediante una metilazione ribosomale. La capacità dei batteri di metilare il recettore ribosomale è codificata dal gene erm (erythromycin methylase); questo dato spiega perché vi è un'alta probabilità di creare ceppi resistenti alla clindamicina dopo 70-90 giorni dal trattamento. La clindamicina come è noto agisce con questi meccanismi; inoltre, la clindamicina agisce anche sulla flora saprofita di tipo lattobacillare, aumentando quindi il rischio di dismicrobismo locale per la capacità eradicare anche i lactobacilli produttori di perossido d'idrogeno, ritenuto un importante fattore di difesa della normale flora vaginale 
.

#### Metronidazolo
Il fallimento del trattamento con la comune terapia antibiotica a base di metronidazolo 

 
nelle pazienti con vaginosi batterica recidivante o persistente può essere ricondotto a diversi meccanismi: 
- la concentrazione dei batteri non eradicati va incontro ad un rebound dopo la fine del trattamento antibiotico;
- i batteri vengono eradicati dalla vagina, ma reintrodotti o da reservoir endogeni o dal partner sessuale;
- i batteri sono naturalmente resistenti al trattamento con metronidazolo o clindamicina [45][47][48].

#### Nifuratel
Il Nifuratel mostra una buona attività contro l'Atopobium vaginae, infatti, non sembra presentare fenomeni di resistenza.

Studi sui farmaci della classe dei nitrofurani cui appartiene il nifuratel, mostrano la capacità da parte di questi di inibire lo sviluppo di biofilm in ceppi batterici che sono causa di infezioni urinarie .

### Aspetti immunologici
L'Atopobium vaginae stimola la risposta immune da parte delle cellule epiteliali della vagina, infatti si ritrova un aumento della produzione di citochine locali (IL-6, IL-8) e difensine (beta-defensin 4) cosa che può contribuire alla patogenesi della vaginosi batterica e delle sue manifestazioni cliniche .

### Aspetti ormonali
Il lavoro recente di Srinivasan et al. del 2010, mette in relazione i cambiamenti della flora batterica della vagina femminile con i cambiamenti ormonali nel corso del ciclo. In particolare l'A. vaginae si sviluppa in modo importante durante il periodo mestruale insieme ad altri patogeni. Nello studio si osserva come occorrano più cicli di terapia antibiotica con metronidazolo per ottenere una eradicazione delle specie ritenute patogene per la vaginosi batterica
.

### Complicanze cliniche
Le infezioni vaginali e cervicali da A. vaginae tendono a risalire localmente causando la malattia infiammatoria pelvica PID che può manifestarsi come salpingite, peritonite pelvica e ascessi tubo ovarici .
In donne con PROM rottura precoce delle membrane e vaginosi batterica l'A. vaginae è stato ritrovato nel liquido amniotico mostrando una possibile contaminazione di tipo ascendente. La ricerca con la polymerase chain reaction (PCR) ha permesso di isolare diverse entità batteriche e tra queste l'Atopobium vaginae che è anche causa di aumento nel neonato di: distress respiratorio, enterocoliti necrotizzanti e basso peso alla nascita.
Nello stesso studio si rileva una maggiore presenza di Candida spp come causa di PROM in donne che hanno usato la spirale intrauterina.
L'associazione con il parto pretermine e l'infezione da A. vaginae è ampiamente documentata .
L'atopobium vaginae è causa di endometriti e/o ascessi tubo ovarici .

## Terapia
L'Atopobium vaginae è:
resistente
metronidazolo ° °°
sensibile
clindamicina ° °° 
nifuratel °° Suscetibility Atopobium vaginae to nifuratel. Abstract presentato all'EADV Spring, a cura di Mailland F, Togni G, Battini V, M Caserini. Bucharest, 23-26, April 2009. 
rifampicina °
azitromicina °
penicillina °
ampicillina °
ciprofloxacina °
Legenda: °: sistemico, °°: topico

### Riviste
Affinché il lettore possa autonomamente seguire la letteratura sull'argomento, vengono riportati i link alle principali riviste specializzate:
- Annual Review of Microbiology, su arjournals.annualreviews.org. URL consultato il 4 maggio 2010 (archiviato dall'url originale il 20 gennaio 2009).
- journal home.asp Critical Reviews in Microbiology)
- International Journal of Systematic and Evolutionary Microbiology, su ijs.sgmjournals.org.
- Journal of Bacteriology, su jb.asm.org.
- journal home .asp Nature Reviews Microbiology, su nature.com.
- Microbiology Journal, su microbiology-journal.com. URL consultato il 4 maggio 2010 (archiviato dall'url originale il 25 novembre 2009).

### Testi OnLine
- (EN) Online lectures in microbiology University of South Carolina
- (EN) Microbiology Online, su ocean.edu. URL consultato il 4 maggio 2010 (archiviato dall'url originale il 17 aprile 2010).
- (EN) Online Microbiology textbook, su microbiologytext.com. URL consultato il 4 maggio 2010 (archiviato dall'url originale il 13 settembre 2008).
- (EN) Todar's Bacteriology textbook, su textbookofbacteriology.net.
- (EN) Online Medical Microbiology textbook, su pathmicro.med.sc.edu.
- (EN) GIDEON Informatics, Inc., su gideononline.com.
- (DE) Fondamenti di Microbiologia, su grundlagen-der-mikrobiologie.icbm.de.

### Siti utili in Microbiologia
- (EN) Tassonomia Atopobium, su sn2000.taxonomy.nl. URL consultato il 2 maggio 2010 (archiviato dall'url originale il 29 settembre 2007).
- (EN) of Prokaryotic names with Standing in Nomenclature [collegamento interrotto], su bacterio.cict.fr.
- (EN) Institute of Microbiology of the Swiss Federal Institute of Technology, su micro.biol.ethz.ch.
- (EN) Information portal For Microbiology Students, su microbiologystudents.com. URL consultato il 4 maggio 2010 (archiviato dall'url originale l'8 settembre 2008).
- (EN) American Society for Microbiology, su asm.org.
- (EN) Society for General Microbiology, su socgenmicrobiol.org.uk. URL consultato il 25 giugno 2006 (archiviato dall'url originale il 5 agosto 2006).
- (EN) Society for Industrial Microbiology, su simhq.org. URL consultato il 4 maggio 2010 (archiviato dall'url originale il 29 maggio 2010).
- (FR) BACTERIO-WEB, su bacterioweb.univ-fcomte.fr.
- (FR) Société Française de Microbiologie, su sfm.asso.fr. URL consultato il 4 maggio 2010 (archiviato dall'url originale il 2 febbraio 2010).
- (ES) Sociedad Española de Microbiología, su semicro.es.

### Siti utili in patologia
- (EN) CDC-Vaginosis, su cdc.gov.